# Salmo 72
El salmo 72  es, según la numeración hebrea, el  septuagésimo segundo salmo del Libro de los salmos de la Biblia. Corresponde al salmo 71 según la numeración de la Biblia Septuaginta griega, empleada también en la Vulgata latina. Por este motivo, recogiendo la doble numeración, a este salmo también se le refiere como el salmo 72 (71).
Tradicionalmente visto como escrito por el rey Salomón, John Brug escribe: "El título del Salmo 72 es 'De Salomón'. Esto también puede traducirse 'ao para Salomón'. Por esta razón, algunos comentaristas lo consideran un Salmo escrito por David para exprese su esperanza por Salomón ".

## Doxología
Como los salmos terminan un pasaje en el Libro de los Salmos, el final (versículos 18-19) es doxología :
"¡Bendito sea el SEÑOR, Dios de Israel, el único que hace maravillas! Y sea alabado su glorioso nombre por los siglos de los siglos, y su gloria llene toda la tierra. Amén , sí amén".

## Versículo 9
Se arrodillen ante él los habitantes del desierto, y sus enemigos laman el polvo; (TB)
- "Lick the dust" en inglés se usó como una paráfrasis de " bite the dust " que se convirtió en un término figurativo popular e inspiró la canción "Another bite the dust", el sencillo más vendido de la banda, "Queen".[6]

## Versículo 20
Estas son las oraciones de David, hijo de Isaí (NVI)
Este versículo indica que este salmo es el final de la colección de oraciones del rey David comenzando desde la primera parte hasta la segunda parte del Libro de los Salmos .

## Texto
La siguiente tabla muestra el texto en hebreo del salmo con vocales, junto con el texto en griego koiné en la Septuaginta y la traducción al español de la Biblia del Rey Jacobo. Tenga en cuenta que el significado puede diferir ligeramente entre estas versiones, ya que la Septuaginta y el texto masorético provienen de tradiciones textuales diferentes. En la Septuaginta, este salmo está numerado como Salmo 71.
| #  | Hebreo                                                                 | Español | Griego |
| -- | ---------------------------------------------------------------------- | --- | --- |
| 1  | לִשְׁלֹמֹ֨ה ׀ אֱֽלֹהִ֗ים מִ֭שְׁפָּטֶיךָ לְמֶ֣לֶךְ תֵּ֑ן וְצִדְקָתְךָ֥ לְבֶן־מֶֽלֶךְ׃                           | (Salmo para Salomón.) Da al rey tus juicios, oh Dios, y tu justicia al hijo del rey.                                                                            | Εἰς Σαλωμών. - Ο ΘΕΟΣ, τὸ κρίμα σου τῷ βασιλεῖ δὸς καὶ τὴν δικαιοσύνην σου τῷ υἱῷ τοῦ βασιλέως                                                                                 |
| 2  | יָדִ֣ין עַמְּךָ֣ בְצֶ֑דֶק וַעֲנִיֶּ֥יךָ בְמִשְׁפָּֽט׃                                            | Él juzgará a tu pueblo con justicia, y a tus pobres con juicio.                                                                                                 | κρίνειν τὸν λαόν σου ἐν δικαιοσύνῃ καὶ τοὺς πτωχούς σου ἐν κρίσει. |
| 3  | יִשְׂא֤וּ הָרִ֓ים שָׁ֘ל֥וֹם לָעָ֑ם וּ֝גְבָע֗וֹת בִּצְדָקָֽה׃                                       | Los montes traerán paz al pueblo, y las colinas, justicia. | ἀναλαβέτω τὰ ὄρη εἰρήνην τῷ λαῷ σου καὶ οἱ βουνοὶ δικαιοσύνην. |
| 4  | יִשְׁפֹּ֤ט ׀ עֲֽנִיֵּי־עָ֗ם י֭וֹשִׁיעַ לִבְנֵ֣י אֶבְי֑וֹן וִ֖ידַכֵּ֣א עוֹשֵֽׁק׃                            | Él juzgará a los pobres del pueblo, salvará a los hijos de los necesitados y quebrantará al opresor.                                                            | κρινεῖ τοὺς πτωχοὺς τοῦ λαοῦ καὶ σώσει τοὺς υἱοὺς τῶν πενήτων καὶ ταπεινώσει συκοφάντην                                                                                        |
| 5  | יִירָא֥וּךָ עִם־שָׁ֑מֶשׁ וְלִפְנֵ֥י יָ֝רֵ֗חַ דּ֣וֹר דּוֹרִֽים׃                                     | Te temerán mientras existan el sol y la luna, por todas las generaciones.                                                                                       | καὶ συμπαραμενεῖ τῷ ἡλίῳ καὶ πρὸ τῆς σελήνης γενεὰς γενεῶν. |
| 6  | יֵ֭רֵד כְּמָטָ֣ר עַל־גֵּ֑ז כִּ֝רְבִיבִ֗ים זַרְזִ֥יף אָֽרֶץ׃                                      | Descenderá como lluvia sobre la hierba segada, como lluvias que riegan la tierra.                                                                               | καταβήσεται ὡς ὑετὸς ἐπὶ πόκον καὶ ὡσεὶ σταγὼν ἡ στάζουσα ἐπὶ τὴν γῆν. |
| 7  | יִֽפְרַח־בְּיָמָ֥יו צַדִּ֑יק וְרֹ֥ב שָׁ֝ל֗וֹם עַד־בְּלִ֥י יָרֵֽחַ׃                                   | En sus días florecerán los justos, y habrá abundancia de paz mientras dure la luna.                                                                             | ἀνατελεῖ ἐν ταῖς ἡμέραις αὐτοῦ δικαιοσύνη καὶ πλῆθος εἰρήνης, ἕως οὗ ἀνταναιρεθῇ ἡ σελήνη.                                                                                     |
| 8  | וְ֭יֵרְדְּ מִיָּ֣ם עַד־יָ֑ם וּ֝מִנָּהָ֗ר עַד־אַפְסֵי־אָֽרֶץ׃                                      | Él dominará también desde el mar hasta el mar, y desde el río hasta los confines de la tierra.                                                                  | καὶ κατακυριεύσει ἀπὸ θαλάσσης ἕως θαλάσσης καὶ ἀπὸ ποταμῶν ἕως περάτων τῆς οἰκουμένης.                                                                                        |
| 9  | לְ֭פָנָיו יִכְרְע֣וּ צִיִּ֑ים וְ֝אֹיְבָ֗יו עָפָ֥ר יְלַחֵֽכוּ׃                                     | Los que moran en el desierto se postrarán ante él, y sus enemigos lamerán el polvo.                                                                             | ἐνώπιον αὐτοῦ προπεσοῦνται Αἰθίοπες, καὶ οἱ ἐχθροὶ αὐτοῦ χοῦν λείξουσι. |
| 10 | מַלְכֵ֬י תַרְשִׁ֣ישׁ וְ֭אִיִּים מִנְחָ֣ה יָשִׁ֑יבוּ מַלְכֵ֥י שְׁבָ֥א וּ֝סְבָ֗א אֶשְׁכָּ֥ר יַקְרִֽיבוּ׃                 | Los reyes de Tarsis y de las islas traerán presentes; los reyes de Seba y de Seba ofrecerán regalos.                                                            | βασιλεῖς Θαρσὶς καὶ νῆσοι δῶρα προσοίσουσι, βασιλεῖς ᾿Αράβων καὶ Σαβᾶ δῶρα προσάξουσι.                                                                                         |
| 11 | וְיִשְׁתַּחֲווּ־ל֥וֹ כׇל־מְלָכִ֑ים כׇּל־גּוֹיִ֥ם יַעַבְדֽוּהוּ׃                                   | Sí, todos los reyes se postrarán ante él; todas las naciones le servirán.                                                                                       | καὶ προσκυνήσουσιν αὐτῷ πάντες οἱ βασιλεῖς τῆς γῆς, πάντα τὰ ἔθνη δουλεύσουσιν αὐτῷ.                                                                                           |
| 12 | כִּֽי־יַ֭צִּיל אֶבְי֣וֹן מְשַׁוֵּ֑עַ וְ֝עָנִ֗י וְֽאֵין־עֹזֵ֥ר לֽוֹ׃                                   | Porque él librará al necesitado cuando clame, y al pobre y al que no tiene quien le socorra.                                                                    | ὅτι ἐρρύσατο πτωχὸν ἐκ δυνάστου καὶ πένητα, ᾧ οὐχ ὑπῆρχε βοηθός. |
| 13 | יָ֭חֹס עַל־דַּ֣ל וְאֶבְי֑וֹן וְנַפְשׁ֖וֹת אֶבְיוֹנִ֣ים יוֹשִֽׁיעַ׃                                 | Él perdonará al pobre y al necesitado, y salvará las almas de los necesitados.                                                                                  | φείσεται πτωχοῦ καὶ πένητος καὶ ψυχὰς πενήτων σώσει. |
| 14 | מִתּ֣וֹךְ וּ֭מֵחָמָס יִגְאַ֣ל נַפְשָׁ֑ם וְיֵיקַ֖ר דָּמָ֣ם בְּעֵינָֽיו׃                                 | Él redimirá sus almas del engaño y de la violencia, y su sangre será preciosa a sus ojos.                                                                       | ἐκ τόκου καὶ ἐξ ἀδικίας λυτρώσεται τὰς ψυχὰς αὐτῶν, καὶ ἔντιμον τὸ ὄνομα αὐτοῦ ἐνώπιον αὐτῶν.                                                                                  |
| 15 | וִיחִ֗י וְיִתֶּן־לוֹ֮ מִזְּהַ֢ב שְׁ֫בָ֥א וְיִתְפַּלֵּ֣ל בַּעֲד֣וֹ תָמִ֑יד כׇּל־הַ֝יּ֗וֹם יְבָרְכֶֽנְהוּ׃                | Y vivirá, y se le dará del oro de Saba; y se orará por él continuamente, y cada día será alabado.                                                               | καὶ ζήσεται, καὶ δοθήσεται αὐτῷ ἐκ τοῦ χρυσίου τῆς ᾿Αραβίας, καὶ προσεύξονται περὶ αὐτοῦ διαπαντός, ὅλην τὴν ἡμέραν εὐλογήσουσιν αὐτόν.                                        |
| 16 | יְהִ֤י פִסַּת־בַּ֨ר ׀ בָּאָרֶץ֮ בְּרֹ֢אשׁ הָ֫רִ֥ים יִרְעַ֣שׁ כַּלְּבָנ֣וֹן פִּרְי֑וֹ וְיָצִ֥יצוּ מֵ֝עִ֗יר כְּעֵ֣שֶׂב הָאָֽרֶץ׃    | Habrá un puñado de trigo en la tierra, en la cima de los montes; su fruto se agitará como el Líbano, y los de la ciudad florecerán como la hierba de la tierra. | ἔσται στήριγμα ἐν τῇ γῇ ἐπ᾿ ἄκρων τῶν ὀρέων· ὑπεραρθήσεται ὑπὲρ τὸν Λίβανον ὁ καρπὸς αὐτοῦ, καὶ ἐξανθήσουσιν ἐκ πόλεως ὡσεὶ χόρτος τῆς γῆς.                                    |
| 17 | יְהִ֤י שְׁמ֨וֹ ׀ לְֽעוֹלָ֗ם לִפְנֵי־שֶׁמֶשׁ֮ (ינין) [יִנּ֢וֹן] שְׁ֫מ֥וֹ וְיִתְבָּ֥רְכוּ ב֑וֹ כׇּל־גּוֹיִ֥ם יְאַשְּׁרֽוּהוּ׃ | Su nombre perdurará para siempre; su nombre continuará mientras exista el sol; y los hombres serán bendecidos en él; todas las naciones lo llamarán bendito.    | ἔσται τὸ ὄνομα αὐτοῦ εὐλογημένον εἰς τοὺς αἰῶνας, πρὸ τοῦ ἡλίου διαμένει τὸ ὄνομα αὐτοῦ· καὶ ἐνευλογηθήσονται ἐν αὐτῷ πᾶσαι αἱ φυλαὶ τῆς γῆς, πάντα τὰ ἔθνη μακαριοῦσιν αὐτόν. |
| 18 | בָּר֤וּךְ ׀ יְהֹוָ֣ה אֱ֭לֹהִים אֱלֹהֵ֣י יִשְׂרָאֵ֑ל עֹשֵׂ֖ה נִפְלָא֣וֹת לְבַדּֽוֹ׃                          | Bendito sea el Señor Dios, Dios de Israel, que solo hace maravillas.                                                                                            | εὐλογητὸς Κύριος, ὁ Θεὸς τοῦ ᾿Ισραήλ, ὁ ποιῶν θαυμάσια μόνος, |
| 19 | וּבָר֤וּךְ ׀ שֵׁ֥ם כְּבוֹד֗וֹ לְע֫וֹלָ֥ם וְיִמָּלֵ֣א כְ֭בוֹדוֹ אֶת־כֹּ֥ל הָאָ֗רֶץ אָ֘מֵ֥ן ׀ וְאָמֵֽן׃              | Y bendito sea su glorioso nombre por siempre; y que toda la tierra sea llena de su gloria; Amén, y Amén.                                                        | καὶ εὐλογητὸν τὸ ὄνομα τῆς δόξης αὐτοῦ εἰς τὸν αἰῶνα καὶ εἰς τὸν αἰῶνα τοῦ αἰῶνος, καὶ πληρωθήσεται τῆς δόξης αὐτοῦ πᾶσα ἡ γῆ. γένοιτο, γένοιτο.                               |
| 20 | כָּלּ֥וּ תְפִלּ֑וֹת דָּ֝וִ֗ד בֶּן־יִשָֽׁי׃                                                  | Las oraciones de David, hijo de Isaí, han terminado. | Ἐξέλιπον οἱ ὕμνοι Δαυΐδ τοῦ υἱοῦ ᾿Ιεσσαί. |

## Comentarios

### De la iglesia católica

#### A todo el salmo
El Salmo 72 marca el cierre de la segunda parte del Salterio con una súplica por el rey y su reinado, en contraste con los tres salmos anteriores (Sal 69–71), centrados en la petición individual. La perspectiva se amplía ahora a la comunidad y a las naciones. La justicia de Dios, invocada y proclamada en Salmo 71, se pide aquí como don para el rey (v. 1), para que ejerza un gobierno justo, proteja al pobre y al desvalido, y establezca la paz y la prosperidad. El salmo detalla los beneficios esperados del reinado: justicia interna (vv. 2-4), duración y extensión universales (vv. 5-8), reconocimiento internacional (vv. 9-11), defensa del débil (vv. 12-14), prosperidad y fama duradera del rey (vv. 15-17). Concluye con una doxología (vv. 18-19) que señala el fin de una sección del libro, y una nota editorial (v. 20). Atribuido a Salomón, pudo haberse usado en ceremonias de entronización posteriores, posiblemente en tiempos de Isaías o Josías. La figura del rey justo se proyecta hacia el Mesías, y en la tradición cristiana se cumple en Jesucristo, como reflejan la adoración de los Magos (cf. Mt 2,1-12) y la universalidad de su reino, motivo por el cual este salmo se proclama en la solemnidad de la Epifanía.

#### A los versículos 1-11
En el Salmo 72, «juicio» y «justicia» son atributos divinos vinculados a la salvación, como se observa en otros textos. Su concesión al rey lo legitima como instrumento del poder salvador de Dios. La doble expresión «rey» e «hijo del rey» subraya la legitimidad dinástica. La justicia del monarca se manifiesta en su defensa del pobre (vv. 3-4), fruto de una acción que, como la lluvia, fecunda la tierra. En el versículo 5, el hebreo dice «que te tema» (en referencia a Dios), pero la versión griega lee «que dure», lo que da mejor sentido dentro del contexto de duración del reinado. La justicia traerá paz y fecundidad, comparables a las lluvias que bendicen la tierra. El versículo 8 describe un reino ideal que abarca desde el Mar Rojo al Mediterráneo y desde el Éufrates hasta los confines de la tierra, conforme a las promesas hechas a los patriarcas. La universalidad se refuerza en los versículos 10-11, al mencionar regiones distantes —Tarsis, Sebá y Sabá— cuyos reyes se someten y ofrecen tributo, señal de reconocimiento al soberano justo. La tradición cristiana entendió estos versículos como profecía acerca de Jesús.

También David anunciaba este día en los salmos cuando decía: Todos los pueblos vendrán a postrarse en tu presencia, Señor; bendecirán tu nombre; y también: El Señor da a conocer su victoria, revela a las naciones su justicia. Esto se ha realizado, lo sabemos, en el hecho de que tres magos, llamados de su lejano país, fueron conducidos por una estrella para conocer y adorar al Rey del cielo y de la tierra. La docilidad de los magos a esta estrella nos indica el modo de nuestra obediencia, para que, en la medida de nuestras posibilidades, seamos servidores de esa gracia que llama a todos los hombres a Cristo.

#### A los versículos 12-20
El reconocimiento universal del rey mesiánico se fundamenta en el alcance de su obra redentora, que beneficia a todos los que sufren opresión. Las expresiones de alabanza que concluyen esta sección del salmo tienen la función de cerrar la súplica a favor del rey, con peticiones que abarcan desde la continuidad de la oración en su favor, la abundancia de bienes en su reinado, hasta la extensión de la bendición divina a todas las naciones por medio de su figura. La doxología final, más extensa que la del Salmo 41,14, resalta el carácter universal de la salvación prometida. Aunque el encabezado del salmo lo atribuye a Salomón, en el contexto del recopilador forma parte de un conjunto de "salmos de David" que comienza en el Salmo 51, distinto del grupo anterior que abarca los Salmos 3 al 41.

## Análisis
Algunos comentaristas ven que las oraciones de David se cumplen en algún sentido representadas en el reinado de Salomón, se construirá un templo y habrá gran paz y prosperidad, pero el lenguaje es más extenso que Salomón. "Toda la tierra está llena de su gloria" es como el ángel que habla de Isaías 6 . Matthew Henry tiene este cumplimiento de alguna manera en el reinado de Salomón, pero aún más en uno más grande que el de Salomón por venir.

## Usos

### Judaísmo
- Los versículos 18-19 son los versículos tercero y cuarto de Baruch Hashem L'Olam en Pesukei Dezimra y Baruch Hashem L'Olam durante Maariv .[18][19]

### Nuevo Testamento
- El versículo 18 se cita en Lucas 1:68[20][21][22]

### Cristianismo
- El himno Jesús reinará donde el sol es una adaptación lírica del Salmo 72 escrito por Isaac Watts .[23][24][25]
- Los luteranos usan este Salmo para celebrar la Epifanía cada año y el 14 de Pentecostés del año C de la ILCW[26][27][28]
- " Reges Tharsis ", musicalizado como motete por un gran número de compositores, utiliza palabras que comienzan en el versículo 10.

### Catolicismo
Desde principios de la Edad Media, este salmo se realizaba tradicionalmente en los monasterios, durante el servicio de maitines del miércoles, según la regla de San Benito .
En el repertorio del canto gregoriano, los versículos 2, 10 y 11 se cantan durante la celebración de la Misa de Epifanía , como los del introito .
Actualmente, en la Liturgia de las Horas , el Salmo 75 se recita o canta en dos partes, en las vísperas del jueves de la segunda semana
Para facilitar la comprensión se le asigna a cada salmo un título en rojo (rúbrica) que no forma parte del salmo. El título del Salmo 72 es Poder real del Mesías.

### Lema nacional canadiense
El lema nacional de Canadá, A Mari Usque Ad Mare , proviene del Salmo 72: 8:
Tendrá dominio también de mar a mar, y desde el río hasta los confines de la tierra.

### Música
- Marc-Antoine Charpentier compuso un Deus judicium tuum regi da , H 166 para 3 voces, 2 tapas instrumentales y bajo continuo, alrededor de 1675.[36]